# Antisemitismo religioso
El antisemitismo religioso es la aversión o discriminación contra los judíos en su conjunto basada en doctrinas religiosas de suplantación, que esperan o exigen la desaparición del judaísmo y la conversión de los judíos a otras creencias. Esta forma de antisemitismo ha servido con frecuencia de base para falsas afirmaciones y tropos religiosos antisemitas contra el judaísmo. A veces se denomina antisemitismo teológico.
Algunos estudiosos han argumentado que el antisemitismo moderno se basa principalmente en factores no religiosos, John Higham es emblemático de esta escuela de pensamiento. Sin embargo, esta interpretación ha sido cuestionada. En 1966, Charles Glock y Rodney Stark publicaron por primera vez datos de encuestas de opinión pública que mostraban que la mayoría de los estadounidenses basaban sus estereotipos de los judíos en la religión. Desde entonces, otros sondeos de opinión en Estados Unidos y Europa han corroborado esta conclusión.

## Orígenes
El padre Edward Flannery, en su libro de 1965 The Anguish of the Jew: Twenty-Three Centuries of Antisemitism (La angustia del judío: Veintitrés siglos de antisemitismo), sitúa los primeros ejemplos claros de sentimiento antijudío específico en Alejandría, en el siglo III a. C. Flannery escribe que fue la negativa de los judíos a aceptar las normas religiosas y sociales griegas lo que los distinguió. Hecataeto de Abdera, historiador griego de principios del siglo III a. C., escribió que Moisés "en recuerdo del éxodo de su pueblo, instituyó para él un modo de vida misántropo e inhóspito". Manetón, historiador egipcio, escribió que los judíos eran leprosos egipcios expulsados a los que Moisés había enseñado "a no adorar a los dioses". Los mismos temas aparecen en las obras de Queremón, Lisímaco, Poseidonio, Apolonio Molón, Apión y Tácito. Agatárquidas de Cnido escribió acerca de las "prácticas ridículas" de los judíos y de lo "absurdo de su Ley", y de cómo Ptolomeo I Sóter pudo invadir Jerusalén en el 320 a. C. porque sus habitantes observaban el sabbat. David Nirenberg también traza esta historia en Antijudaism: The Western Tradition.

## Antisemitismo cristiano
El antisemitismo religioso cristiano se expresa a menudo como antijudaísmo (es decir, se argumenta que la antipatía es hacia las prácticas del judaísmo). Como tal, se argumenta, el antisemitismo cesaría si los judíos dejaran de practicar o cambiaran su fe pública, especialmente convirtiéndose al cristianismo, la religión oficial o correcta. Sin embargo, ha habido ocasiones en las que también se discriminaba a los conversos, como en el caso de la exclusión litúrgica de los judíos conversos que se produjo a finales del siglo XV y en el siglo XVI, cuando se acusaba a los marranos cristianizados o a los judíos ibéricos de practicar en secreto el judaísmo o las costumbres judías.

### Nuevo Testamento y antisemitismo
Frederick Schweitzer y Marvin Perry sostienen que los autores de los relatos evangélicos trataron de responsabilizar de la crucifixión de Jesús y de su muerte a los judíos, en lugar de al emperador romano o a Poncio Pilato. Como resultado, durante siglos los cristianos consideraron a los judíos como "los asesinos de Cristo". La destrucción del Segundo Templo fue vista como un juicio de Dios a los judíos por esa muerte, y los judíos eran vistos como "un pueblo condenado para siempre a sufrir el exilio y la degradación". Según el historiador Edward H. Flannery, el Evangelio de Juan en particular contiene muchos versículos que se refieren a los judíos de forma peyorativa.
En 1 Tesalonicenses 2:14-16, Pablo afirma que las Iglesias de Judea habían sido perseguidas por los judíos que mataron a Jesús y que tales personas desagradan a Dios, se oponen a todos los hombres y habían impedido a Pablo hablar a las naciones gentiles sobre el mensaje del Nuevo Testamento. Descritos por Hyam Maccoby como "el arrebato más explícito contra los judíos en las Epístolas de Pablo", estos versículos se han empleado repetidamente con fines antisemitas. Maccoby lo considera una de las innovaciones de Pablo responsable de la creación del antisemitismo cristiano, aunque señala que algunos han argumentado que estos versículos en particular son interpolaciones posteriores no escritas por Pablo. Craig Blomberg sostiene que considerarlos antisemitas es un error, pero "comprensible a la luz de las duras palabras [de Pablo]". En su opinión, Pablo no está condenando a todos los judíos para siempre, sino sólo a los que él creía que habían perseguido específicamente a los profetas, a Jesús o a la Iglesia del siglo I. Blomberg considera que las palabras de Pablo no difieren en nada de las duras palabras que los profetas del Antiguo Testamento dirigen a los judíos.
El Códice Sinaítico contiene dos libros adicionales en el Nuevo Testamento: el Pastor de Hermas y la Epístola de Bernabé. Esta última enfatiza la afirmación de que fueron los judíos, y no los romanos, quienes mataron a Jesús, y está llena de antisemitismo. La Epístola de Bernabé no fue aceptada como parte del canon; el profesor Bart Ehrman ha afirmado que "el sufrimiento de los judíos en los siglos posteriores habría sido, si cabe, aún peor si se hubiera conservado la Epístola de Bernabé".

### Cristianismo temprano
Varias obras tempranas e influyentes de la Iglesia —como los diálogos de Justino Mártir, las homilías de Juan Crisóstomo y los testimonios del padre de la Iglesia Cipriano— son fuertemente antijudías.

Durante un debate sobre la celebración de la Pascua durante el Primer Concilio de Nicea en 325 CE, el emperador romano Constantino dijo,
... parecía una cosa indigna que en la celebración de esta santísima fiesta siguiéramos la práctica de los judíos, que impíamente han manchado sus manos con un enorme pecado, y están, por lo tanto, merecidamente afligidos con la ceguera del alma. ... No tengamos, pues, nada en común con la detestable muchedumbre judía; porque hemos recibido de nuestro Salvador un camino diferente.
Los prejuicios contra los judíos en el Imperio Romano se formalizaron en 438, cuando el Código de Teodosio II estableció el cristianismo como la única religión legal en el Imperio Romano. Un siglo más tarde, el Código de Justiniano despojó a los judíos de muchos de sus derechos, y los concilios eclesiásticos de los siglos VI y VII, incluido el Concilio de Orleans, reforzaron aún más las disposiciones antijudías. Estas restricciones comenzaron ya en el año 305, cuando, en Elvira (actual Granada), una ciudad española de Andalucía, aparecieron las primeras leyes conocidas de cualquier concilio eclesiástico contra los judíos. Se prohibió a las mujeres cristianas casarse con judíos a menos que el judío se convirtiera primero al catolicismo. Se prohibía a los judíos ofrecer hospitalidad a los católicos. Los judíos no podían mantener concubinas cristianas católicas y tenían prohibido bendecir los campos de los católicos. En 589, en la Iberia católica, el Tercer Concilio de Toledo ordenó que los niños nacidos del matrimonio entre judíos y católicos fueran bautizados a la fuerza. En el XII Concilio de Toledo (681) se inició una política de conversión forzosa de todos los judíos (Liber Judicum, II.2 según Roth). Miles huyeron y otros miles se convirtieron al catolicismo romano.

#### Acusaciones de deicidio
Aunque nunca formó parte del dogma cristiano, muchos cristianos, incluidos miembros del clero, consideraban al pueblo judío, bajo un canon antisemita, responsable colectivo del deicidio, el asesinato de Jesús, a quien creían hijo de Dios. Según esta interpretación, los judíos presentes en la muerte de Jesús, así como el pueblo judío colectivamente y para siempre, habían cometido el pecado de deicidio, o asesinato de Dios. Esta acusación ha sido la más poderosa justificación del antisemitismo por parte de los cristianos.
Las obras de la Pasión son escenificaciones dramáticas que representan el juicio y la muerte de Jesús y se han utilizado históricamente para recordar la muerte de Jesús durante la Cuaresma. Históricamente, estas obras han culpado a los judíos de la muerte de Jesús de forma polémica, representando a una multitud de judíos condenando a Jesús a morir crucificado y a un líder judío asumiendo la eterna culpa colectiva de la multitud por el asesinato de Jesús, lo que, según explica The Boston Globe, "durante siglos provocó despiadados ataques —o pogromos— contra las comunidades judías de Europa".

#### Libelos de sangre

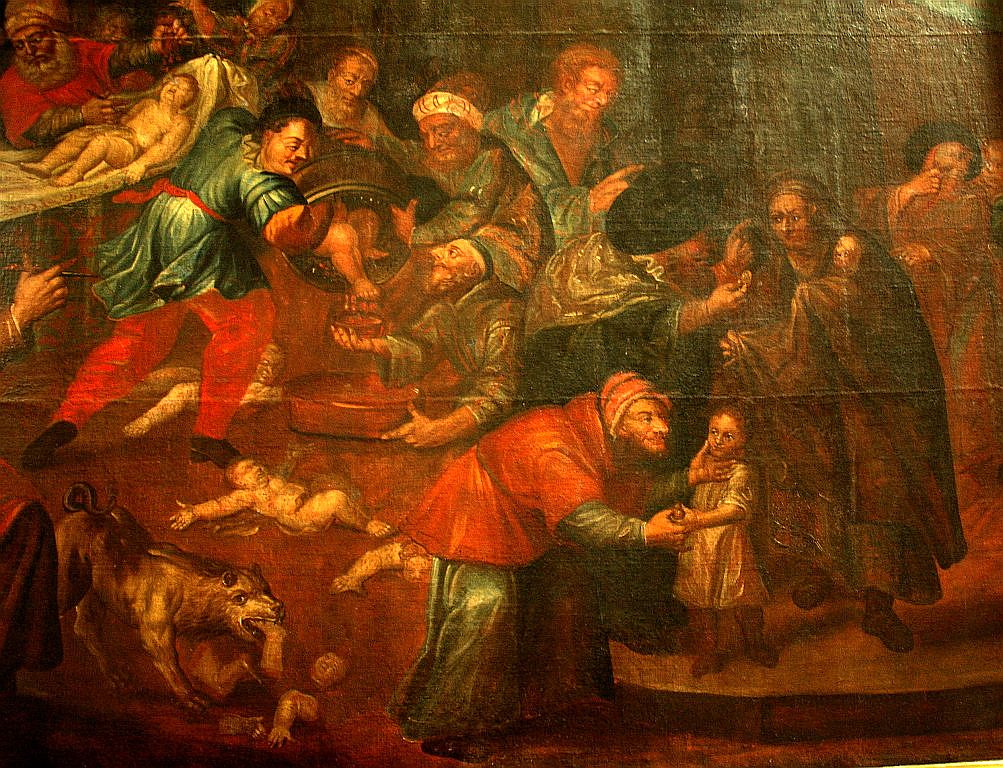
Pintura en la catedral de Sandomierz, Polonia, que representa a judíos asesinando a niños cristianos por su sangre, ~1750.

Los libelos de sangre son falsas acusaciones de que los judíos utilizan sangre humana en rituales religiosos. Históricamente son acusaciones de que la sangre de los niños cristianos es especialmente codiciada. En muchos casos, los libelos de sangre sirvieron de base para un culto al libelo de sangre, en el que la supuesta víctima del sacrificio humano era elevada a la categoría de mártir y, en algunos casos, canonizada.
Aunque el primer caso conocido de libelo de sangre se encuentra en los escritos de Apión, quien afirmaba que los judíos sacrificaban víctimas griegas en el Templo, no se registran más incidentes hasta el siglo XII, cuando empezaron a proliferar los libelos de sangre. Estos libelos han persistido desde entonces hasta el siglo XXI.
En la era moderna, el libelo de sangre sigue siendo un aspecto importante del antisemitismo. Ha ampliado su alcance para acusar a los judíos de muchas formas diferentes de daño que pueden llevarse a cabo contra otras personas.

### Europa medieval y renacentista
El antisemitismo estuvo muy extendido en Europa durante la Edad Media. En aquellos tiempos, una de las principales causas de los prejuicios contra los judíos en Europa era la religiosa. Aunque no formaba parte del dogma católico romano, muchos cristianos, incluidos miembros del clero, consideraban al pueblo judío responsable colectivo de la muerte de Jesús, una práctica originada por Melitón de Sardis.
Entre los factores socioeconómicos se encontraban las restricciones impuestas por las autoridades. Los gobernantes locales y los funcionarios eclesiásticos cerraron las puertas de muchas profesiones a los judíos, empujándoles a ocupaciones consideradas socialmente inferiores, como la contabilidad, el cobro de rentas y el préstamo de dinero, tolerado entonces como un "mal necesario". Durante la peste negra, se acusó a los judíos de ser los causantes, y a menudo fueron asesinados. Durante la Edad Media se produjeron expulsiones de judíos de Inglaterra, Francia, Alemania, Portugal y España como consecuencia del antisemitismo.

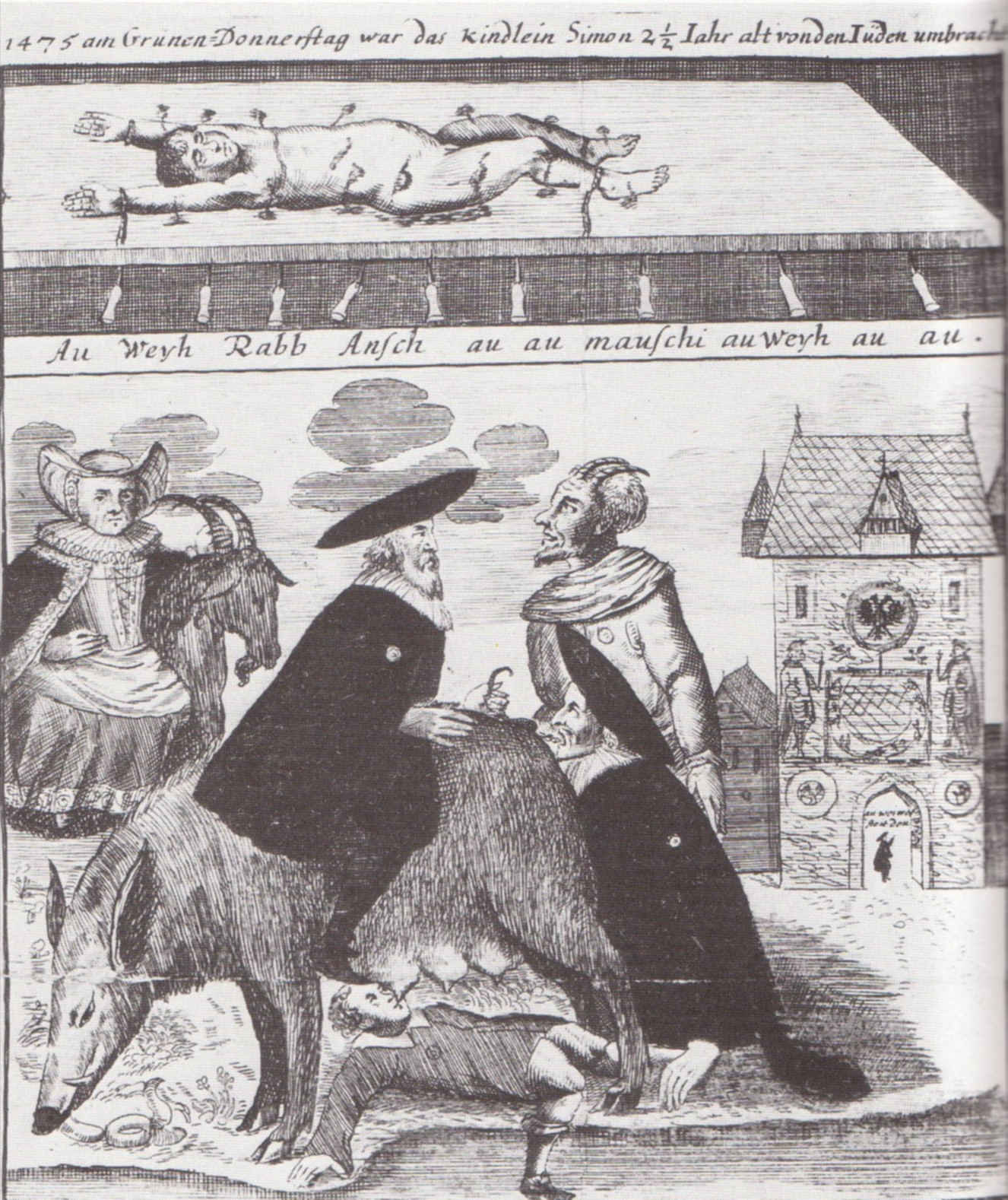
Judensau de Fráncfort del

En alemán, Judensau era la imagen despectiva y deshumanizadora de los judíos que apareció en torno al siglo XIII. Su popularidad duró más de 600 años y fue resucitada por los nazis. Los judíos, típicamente retratados en contacto obsceno con animales impuros como cerdos o búhos o representando a un diablo, aparecían en techos de catedrales o iglesias, pilares, utensilios, grabados, etc. A menudo, las imágenes combinaban varios aspectos antisemitas e incluían prosa o poesía burlona.
"Docenas de Judensaus... se cruzan con la representación del judío como asesino de Cristo. Varias ilustraciones del asesinato de Simón de Trento mezclaban imágenes de Judensau, el diablo, el asesinato del propio pequeño Simón y la Crucifixión. En el grabado del siglo XVII de Frankfurt... un judío bien vestido y de aspecto muy contemporáneo ha montado a la cerda hacia atrás y le sujeta el rabo, mientras un segundo judío le chupa la leche y un tercero se come sus heces. El diablo cornudo, que lleva una insignia judía, mira y el Simón descuartizado, tendido como en una cruz, aparece en un panel superior".
En El Mercader de Venecia de Shakespeare, considerada una de las mejores comedias románticas de todos los tiempos, el villano Shylock era un prestamista judío. Al final de la obra se burlan de él en las calles después de que su hija se fugue con un cristiano. Shylock, entonces, se convierte obligatoriamente al cristianismo como parte de un trato que sale mal. Esto ha suscitado profundas implicaciones en relación con Shakespeare y el antisemitismo.
Durante la Edad Media, la historia de Jefonías, el judío que intentó volcar el féretro de María, pasó de la conversión al cristianismo a que un ángel le cortara las manos.

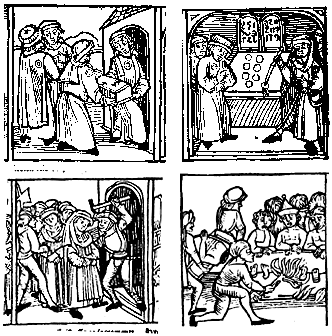
Una xilografía alemana del que muestra una supuesta profanación de hostias.
1: las hostias son robadas 2: las hostias sangran al ser atravesadas por un judío 3: los judíos son arrestados
4: son quemados vivos.

En muchas ocasiones, los judíos fueron objeto de libelos de sangre, falsas acusaciones de beber la sangre de niños cristianos en burla de la Eucaristía cristiana. Los judíos fueron objeto de una amplia gama de restricciones legales a lo largo de la Edad Media, algunas de las cuales duraron hasta finales del siglo XIX. Los judíos estaban excluidos de muchos oficios, cuyas ocupaciones variaban según el lugar y la época, y estaban determinadas por la influencia de diversos intereses competidores no judíos. A menudo se prohibía a los judíos todas las ocupaciones excepto el préstamo de dinero y la venta ambulante, e incluso éstas a veces estaban prohibidas.

### SigloXIX
A lo largo del siglo XIX y en el siglo XX, la Iglesia Católica Romana siguió incorporando fuertes elementos antisemitas, a pesar de los crecientes intentos de separar el antijudaísmo, la oposición a la religión judía por motivos religiosos, y el antisemitismo racial. El Papa Pío VII (1800-1823) hizo reconstruir los muros del gueto judío de Roma después de que los judíos fueran liberados por Napoleón, y los judíos estuvieron restringidos al gueto hasta el final de los Estados Pontificios en 1870.
Además, organizaciones oficiales como los jesuitas prohibieron los candidatos "que desciendan de la raza judía a menos que esté claro que su padre, abuelo y bisabuelo han pertenecido a la Iglesia católica" hasta 1946. El historiador de la Universidad Brown David Kertzer, que trabaja con los archivos del Vaticano, ha argumentado además en su libro The Popes Against the Jews que en el siglo XIX y principios del XX la Iglesia se adhirió a una distinción entre "antisemitismo bueno" y "antisemitismo malo".
El "malo" promovía el odio a los judíos por su ascendencia. Esto se consideraba anticristiano porque el mensaje cristiano iba dirigido a toda la humanidad, independientemente de su origen étnico; cualquiera podía convertirse en cristiano. El tipo "bueno" criticaba las supuestas conspiraciones judías para controlar periódicos, bancos y otras instituciones, para preocuparse sólo por la acumulación de riqueza, etc. Muchos obispos católicos escribieron artículos criticando a los judíos por estos motivos y, cuando se les acusaba de promover el odio a los judíos, recordaban a la gente que condenaban el antisemitismo "malo". El trabajo de Kertzer no está, por tanto, exento de críticas; el estudioso de las relaciones judeocristianas rabino David G. Dalin, por ejemplo, criticó a Kertzer en The Weekly Standard por utilizar las pruebas de forma selectiva.

### El Holocausto
Los nazis utilizaron el libro de Martín Lutero, Sobre los judíos y sus mentiras (1543), para reivindicar la rectitud moral de su ideología. Lutero llegó incluso a abogar por el asesinato de los judíos que se negaban a convertirse al cristianismo, escribiendo que "tenemos la culpa de no matarlos".
El arzobispo Robert Runcie ha afirmado que: "Sin siglos de antisemitismo cristiano, el apasionado odio de Hitler nunca habría tenido un eco tan ferviente... porque durante siglos los cristianos han considerado a los judíos colectivamente responsables de la muerte de Jesús. En el Viernes Santo, los judíos, en tiempos pasados, se acobardaban tras puertas cerradas con llave por miedo a una turba cristiana que buscaba "venganza" por el deicidio. Sin el envenenamiento de las mentes cristianas a lo largo de los siglos, el Holocausto es impensable". El sacerdote católico disidente Hans Küng ha escrito en su libro On Being a Christian que "el antijudaísmo nazi fue obra de criminales impíos y anticristianos. Pero no habría sido posible sin la prehistoria de casi dos mil años de antijudaísmo 'cristiano'...".

El documento Dabru Emet fue publicado por muchos eruditos judíos estadounidenses en el año 2000 como una declaración sobre las relaciones judeocristianas. Este documento afirma,
El nazismo no fue un fenómeno cristiano. Sin la larga historia de antijudaísmo cristiano y violencia cristiana contra los judíos, la ideología nazi no habría podido arraigar ni llevarse a cabo. Demasiados cristianos participaron o simpatizaron con las atrocidades nazis contra los judíos. Otros cristianos no protestaron suficientemente contra esas atrocidades. Pero el nazismo en sí no fue un resultado inevitable del cristianismo.
Según la historiadora estadounidense Lucy Dawidowicz, el antisemitismo tiene una larga historia dentro del cristianismo. La línea de "ascendencia antisemita" desde Lutero, el autor de Sobre los judíos y sus mentiras, hasta Hitler es "fácil de trazar". En su obra La guerra contra los judíos, 1933-1945, sostiene que Lutero y Hitler estaban obsesionados por el "universo demonizado" habitado por los judíos. Dawidowicz escribe que las similitudes entre los escritos antijudíos de Lutero y el antisemitismo moderno no son una coincidencia, porque derivan de una historia común de Judenhass, que se remonta a los consejos de Hamán a Asuero. Aunque el antisemitismo alemán moderno también tiene sus raíces en el nacionalismo alemán y en la revolución liberal de 1848, se sostiene que el antisemitismo cristiano es un fundamento que sentó la Iglesia Católica Romana y "sobre el que construyó Lutero". Sin embargo, las alegaciones y posturas de Dawidowicz son criticadas y no aceptadas por la mayoría de los historiadores. Por ejemplo, en Studying the Jew, Alan Steinweis señala que "el antisemitismo a la antigua usanza, sostenía Hitler, era insuficiente y sólo conduciría a pogromos, que contribuyen poco a una solución permanente. Por eso, sostenía Hitler, era importante promover 'un antisemitismo de la razón', que reconociera la base racial de los judíos". Las entrevistas con nazis realizadas por otros historiadores muestran que los nazis pensaban que sus opiniones estaban arraigadas en la biología, no en prejuicios históricos. Por ejemplo, "S. se convirtió en un misionero de esta visión biomédica... En cuanto a las actitudes y acciones antisemitas, insistía en que 'la cuestión racial... [y] el resentimiento hacia la raza judía... no tenía nada que ver con el antisemitismo medieval...'. Es decir, todo era una cuestión de biología científica y de comunidad".

### Después del Holocausto
Sin embargo, el Concilio Vaticano II, el documento Nostra aetate y los esfuerzos del Papa Juan Pablo II ayudaron a reconciliar a judíos y católicos en las últimas décadas. Según el estudioso católico del Holocausto Michael Phayer, la Iglesia en su conjunto reconoció sus fallos durante el concilio, cuando corrigió las creencias tradicionales de que los judíos habían cometido deicidio y afirmó que seguían siendo el pueblo elegido de Dios.
En 1994, el Consejo Eclesiástico de la iglesia evangélica luterana en América, la mayor confesión luterana de Estados Unidos y miembro de la Federación Luterana Mundial, rechazó públicamente los escritos antisemitas de Lutero.

## Antisemitismo islámico
Con el origen del Islam en el siglo VII d. C. y su rápida propagación por la península arábiga y más allá, los judíos (y muchos otros pueblos) quedaron sometidos a la voluntad de los gobernantes musulmanes. La calidad del gobierno varió considerablemente en los distintos periodos, al igual que la actitud de los gobernantes, los funcionarios del gobierno, el clero y la población en general hacia los distintos pueblos sometidos, que se reflejaba en el trato que les daban.
Se ofrecen varias definiciones de antisemitismo en el contexto del Islam. El alcance del antisemitismo entre los musulmanes varía en función de la definición elegida:
- Estudiosos como Claude Cahen y Shelomo Dov Goitein lo definen como la animadversión aplicada específicamente sólo a los judíos y no incluyen las discriminaciones practicadas contra los no musulmanes en general.[36][37][38] Para estos estudiosos, el antisemitismo en el islam medieval ha sido local y esporádico en lugar de general y endémico [Shelomo Dov Goitein],[36] no ha estado presente en absoluto [Claude Cahen][37] o ha estado presente en raras ocasiones.[38]

- Según Bernard Lewis, el antisemitismo se caracteriza por dos rasgos distintos: Se juzga a los judíos según un estándar distinto del que se aplica a los demás, y se les acusa de "mal cósmico".[39] Para Lewis, a partir de finales del siglo XIX aparecen entre los musulmanes movimientos de los que por primera vez se puede utilizar legítimamente el término técnico antisemita.[40] Sin embargo, describe las creencias demonizadoras, la discriminación antijudía y las humillaciones sistemáticas, como una parte "inherente" del mundo musulmán tradicional, aunque las persecuciones violentas fueran relativamente raras.[41]

### Época premoderna
Según Jane Gerber, "el musulmán está continuamente influido por los hilos teológicos del antisemitismo incrustados en los primeros capítulos de la historia islámica". A la luz de la derrota judía a manos de Mahoma, los musulmanes tradicionalmente veían a los judíos con desprecio y como objetos de burla. Los judíos eran vistos como hostiles, astutos y vengativos, pero sin embargo débiles e ineficaces. La cobardía era la cualidad que con más frecuencia se atribuía a los judíos. Otro estereotipo asociado a los judíos era su supuesta propensión al engaño y la superchería. Mientras que la mayoría de los polemistas antijudíos veían esas cualidades como inherentemente judías, Ibn Jaldún las atribuía al maltrato de los judíos a manos de las naciones dominantes. Por eso, dice Ibn Jaldún, los judíos "son famosos, en todas las épocas y climas, por su maldad y su astucia".
La actitud de Mahoma hacia los judíos fue básicamente neutral al principio. Durante su vida, los judíos vivían en la península arábiga, especialmente en Medina y sus alrededores. Se negaron a aceptar las enseñanzas de Mahoma. Al final, luchó contra ellos, los derrotó y mató a la mayoría. Las biografías tradicionales de Mahoma describen la expulsión de los Banu Qainuqa en el periodo posterior a Badr, después de que estallara una disputa en el mercado entre los musulmanes y los judíos de Medina y fracasaran las negociaciones de Mahoma con la tribu.
Tras su derrota en la batalla de Uhud, Mahoma dijo haber recibido una revelación divina según la cual la tribu judía de los Banu Nadir quería asesinarlo. Mahoma sitió a los Banu Nadir y los expulsó de Medina. Mahoma también atacó a los judíos del oasis de Jáibar, cerca de Medina, y los derrotó, después de que traicionaran a los musulmanes en tiempo de guerra, y sólo les permitió permanecer en el oasis con la condición de que entregaran la mitad de su producción anual a los musulmanes.
Los sentimientos antijudíos solían estallar en épocas de debilidad política o militar musulmana o cuando los musulmanes consideraban que algunos judíos habían sobrepasado los límites de humillación que les prescribía la ley islámica. En España, Ibn Hazm y Abu Ishaq centraron sus escritos antijudíos en esta última acusación. Este fue también el principal factor motivador de las masacres de judíos en Granada en 1066, cuando fueron asesinados casi 3.000 judíos, y en Fez en 1033, cuando fueron asesinados 6.000 judíos. Hubo otras masacres en Fez en 1276 y 1465.
La ley islámica no distingue entre judíos y cristianos en su condición de dhimmis. Según Bernard Lewis, la práctica habitual de los gobiernos musulmanes hasta la época moderna era coherente con este aspecto de la sharia. Esta opinión es rebatida por Jane Gerber, que sostiene que de todos los dhimmis, los judíos tenían el estatus más bajo. Gerber sostiene que esta situación era especialmente pronunciada en los últimos siglos en el Imperio Otomano, donde las comunidades cristianas gozaban de la protección de los países europeos, de la que no disponían los judíos. Por ejemplo, en el Damasco del siglo XVIII, un noble musulmán celebró un festival al que invitó a todas las clases sociales en orden descendente, según su estatus social: los judíos sólo superaban a los campesinos y a las prostitutas.

### Los judíos en los textos islámicos
Léon Poliakov, Walter Laqueur y Jane Gerber, sugieren que pasajes posteriores del Corán contienen ataques muy duros contra los judíos por su negativa a reconocer a Mahoma como profeta de Dios. También hay versículos del Corán, sobre todo de las primeras surahs coránicas, que muestran respeto por los judíos (por ejemplo, véase Corán 2:47, 2:62) y predican la tolerancia (por ejemplo, véase 2:256). Esta visión positiva tiende a desaparecer en las surahs posteriores. En conjunto, el Corán distingue entre judíos "buenos y malos", afirma Poliakov. Laqueur sostiene que las declaraciones contradictorias sobre los judíos en el texto sagrado musulmán han definido las actitudes árabes y musulmanas hacia los judíos hasta nuestros días, especialmente durante los periodos de creciente fundamentalismo islámico.

### Diferencias con el cristianismo
Bernard Lewis sostiene que los musulmanes no eran antisemitas en la forma en que lo eran los cristianos en su mayor parte porque:
1. Los Evangelios no forman parte del sistema educativo en las sociedades musulmanas y, por lo tanto, los musulmanes no son educados con las historias del deicidio judío; al contrario, la noción de deicidio es rechazada por el Corán como un absurdo blasfemo.
2. Mahoma y sus primeros seguidores no eran judíos y, por tanto, no se presentaban como el verdadero Israel ni se sentían amenazados por la supervivencia del antiguo Israel.
3. El Corán no era visto por los musulmanes como un cumplimiento de la Biblia hebrea, sino más bien como un restaurador de sus mensajes originales que habían sido distorsionados a lo largo del tiempo. Por tanto, no podía surgir ningún choque de interpretaciones entre el judaísmo y el islam.
4. Mahoma no fue asesinado por la comunidad judía y al final salió victorioso de su enfrentamiento con la comunidad judía de Medina.
5. Mahoma no afirmó ser ni el Hijo de Dios ni el Mesías. En su lugar, afirmó que sólo era un profeta; afirmación que los judíos repudiaron menos.
6. Los musulmanes veían el conflicto entre Mahoma y los judíos como algo de menor importancia en la carrera de Mahoma.[59]

### Estatus de los judíos bajo el dominio musulmán
Tradicionalmente, a los judíos que vivían en tierras musulmanas, conocidos como dhimmis (junto con los cristianos), se les permitía practicar su religión y también administrar sus asuntos internos, pero estaban sujetos a ciertas condiciones. Tenían que pagar la jizya (un impuesto per cápita impuesto a los varones adultos no musulmanes libres) a los musulmanes. Los dhimmis tenían un estatus inferior bajo el dominio islámico. Tenían varias discapacidades sociales y legales, como la prohibición de portar armas o de testificar ante los tribunales en casos en los que estuvieran implicados musulmanes. La más degradante era la exigencia de una vestimenta distintiva, que no figura en el Corán ni en los hadices, sino que se inventó a principios de la Edad Media en Bagdad; su aplicación era muy errática. Los judíos rara vez se enfrentaban al martirio o al exilio, ni se veían obligados a cambiar de religión, y en su mayoría eran libres a la hora de elegir residencia y profesión.
Algunas masacres notables de judíos incluyen la de Granada en 1066, cuando una turba musulmana asaltó el palacio real de Granada, crucificó al visir judío Joseph ibn Naghrela y masacró a la mayor parte de la población judía de la ciudad. "Más de 1.500 familias judías, que sumaban 4.000 personas, cayeron en un solo día". Esta fue la primera persecución de judíos en la Península bajo el dominio islámico. Los gobernantes de la dinastía almohade en al-Ándalus también los mataron o convirtieron a la fuerza en el siglo XII. Entre los ejemplos más notables de casos en los que se les privó de la elección de residencia se incluye el confinamiento de los judíos en barrios amurallados (mellahs) en Marruecos a partir del siglo XV y especialmente desde principios del siglo XIX. La mayoría de las conversiones fueron voluntarias y se produjeron por diversos motivos. Sin embargo, hubo algunas conversiones forzadas en el siglo XII bajo la dinastía almohade del norte de África y del Ándalus, así como en Persia.

### Época medieval
La representación de los judíos en los primeros textos islámicos desempeñó un papel fundamental en la formación de las actitudes hacia ellos en las sociedades musulmanas. Según Jane Gerber, "el musulmán está continuamente influido por los hilos teológicos del antisemitismo incrustados en los primeros capítulos de la historia islámica". A la luz de la derrota judía a manos de Mahoma, los musulmanes tradicionalmente veían a los judíos con desprecio y como objetos de burla. Los judíos eran vistos como hostiles, astutos y vengativos, pero sin embargo débiles e ineficaces. La cobardía era la cualidad que se atribuía con más frecuencia a los judíos. Otro estereotipo asociado a los judíos era su supuesta propensión al engaño y la superchería. Mientras que la mayoría de los polemistas antijudíos consideraban que esas cualidades eran inherentemente judías, Ibn Jaldún las atribuía al maltrato de los judíos a manos de las naciones dominantes. Por eso, dice Ibn Jaldún, los judíos "son famosos, en todas las épocas y climas, por su maldad y su astucia".
Algunos escritores musulmanes han insertado matices raciales en sus polémicas antijudías. Al-Jahiz habla del deterioro de la raza judía debido a la excesiva endogamia. Ibn Hazm también insinúa cualidades raciales en sus ataques contra los judíos. Sin embargo, se trataba de excepciones, y el tema racial apenas dejó rastro en los escritos musulmanes medievales contra los judíos.
Los sentimientos antijudíos solían estallar en momentos de debilidad política o militar musulmana o cuando los musulmanes consideraban que algunos judíos habían sobrepasado el límite de humillación que les prescribía la ley islámica. En la Iberia musulmana, ibn Hazm y Abu Ishaq centraron sus escritos antijudíos en esta última acusación. Esta fue también la principal motivación de la masacre de Granada de 1066, en la que "cayeron en un solo día más de 1.500 familias judías, que sumaban 4.000 personas", y la de Fez de 1033, en la que fueron asesinados 6.000 judíos. Hubo otras masacres en Fez en 1276 y 1465.
La ley islámica no distingue entre judíos y cristianos en su condición de dhimmis. Según Bernard Lewis, la práctica habitual de los gobiernos musulmanes hasta la época moderna era coherente con este aspecto de la sharia. Esta opinión es rebatida por Jane Gerber, que sostiene que de todos los dhimmis, los judíos tenían el estatus más bajo. Gerber sostiene que esta situación era especialmente pronunciada en los últimos siglos, cuando las comunidades cristianas gozaban de una protección, no disponible para los judíos, en virtud de las disposiciones de las Capitulaciones del Imperio Otomano. Por ejemplo, en el Damasco del siglo XVIII, un noble musulmán celebró un festival al que invitó a todas las clases sociales en orden descendente, según su estatus social: los judíos sólo superaban a los campesinos y las prostitutas. En 1865, cuando se proclamó la igualdad de todos los súbditos del Imperio Otomano, Ahmed Cevdet Pasha, un alto funcionario observó: "mientras que antes, en el Estado otomano, las comunidades estaban clasificadas, primero los musulmanes, luego los griegos, luego los armenios, luego los judíos, ahora todas se ponían al mismo nivel. Algunos griegos se opusieron diciendo: "El gobierno nos ha puesto junto a los judíos. Nos conformábamos con la supremacía del islam'".
Algunos estudiosos han cuestionado la adecuación del término "antisemitismo" a la cultura musulmana en la época premoderna. Robert Chazan y Alan Davies argumentan que la diferencia más obvia entre el islam premoderno y la cristiandad premoderna era la "rica mezcla de comunidades raciales, étnicas y religiosas" en los países islámicos, dentro de la cual "los judíos no eran en absoluto obvios como disidentes solitarios, como lo habían sido antes en el mundo del politeísmo o posteriormente en la mayor parte de la cristiandad medieval". Según Chazan y Davies, esta falta de singularidad mejoró las circunstancias de los judíos en el mundo medieval del Islam. Según Norman Stillman, el antisemitismo, entendido como el odio a los judíos en tanto que judíos, "existió en el mundo árabe medieval incluso en el periodo de mayor tolerancia". Véase también Bostom, Bat Ye'or, y el texto publicado por el CSPI, que apoya a Stillman y se cita en la bibliografía.

### SigloXIX
El historiador Martin Gilbert escribió que en el siglo XIX la posición de los judíos empeoró en los países musulmanes. Hubo una masacre de judíos en Bagdad en 1828 y en 1839, en la ciudad persa oriental de Mashhad, una turba irrumpió en el barrio judío, quemó la sinagoga y destruyó los rollos de la Torá. Sólo gracias a la conversión forzosa se evitó la masacre. En 1867 se produjo otra masacre en Barfurush.
En 1840, los judíos de Damasco fueron acusados falsamente de haber asesinado a un monje cristiano y a su sirviente musulmán y de haber utilizado su sangre para hornear el pan de Pascua o Matzá. Un barbero judío fue torturado hasta que "confesó"; otros dos judíos detenidos murieron torturados, mientras que un tercero se convirtió al islam para salvar la vida. A lo largo de la década de 1860, los judíos de Libia fueron sometidos a lo que Gilbert denomina impuestos punitivos. En 1864, unos 500 judíos fueron asesinados en Marrakech y Fez, en Marruecos. En 1869, 18 judíos fueron asesinados en Túnez, y una turba árabe saqueó casas y tiendas judías, y quemó sinagogas, en la isla de Djerba. En 1875, 20 judíos fueron asesinados por una turba en Demnat, Marruecos; en otros lugares de Marruecos, los judíos fueron atacados y asesinados en las calles a plena luz del día. En 1891, los principales musulmanes de Jerusalén pidieron a las autoridades otomanas de Constantinopla que prohibieran la entrada de judíos llegados en masa de Rusia. En 1897, se saquearon sinagogas y se asesinó a judíos en Tripolitania.
Benny Morris escribe que un símbolo de la degradación judía era el fenómeno de los niños musulmanes que tiraban piedras a los judíos. Morris cita a un viajero del siglo XIX: "He visto a un muchachito de seis años, con una tropa de niños gordos de sólo tres y cuatro años, enseñándoles a arrojar piedras a un judío, y un niño, con la mayor frialdad, se acercaba al hombre y literalmente escupía sobre su gabardina judía. A todo esto el judío se ve obligado a someterse; valdría más que su vida ofrecerse a golpear a un mahometano".
Según Mark Cohen en The Oxford Handbook of Jewish Studies, la mayoría de los estudiosos concluyen que el antisemitismo árabe en el mundo moderno surgió en el siglo XIX, con el trasfondo de un nacionalismo judío y árabe en conflicto, y fue importado al mundo árabe principalmente por árabes cristianos de mentalidad nacionalista (y sólo posteriormente fue "islamizado").

### Antisemitismo islámico moderno
Las masacres de judíos en países musulmanes continuaron en el siglo XX. Martin Gilbert escribe que 40 judíos fueron asesinados en Taza, Marruecos, en 1903. En Yemen, en 1905, se revivieron viejas leyes que prohibían a los judíos levantar la voz delante de los musulmanes, prohibían a los judíos construir sus casas más altas que las casas de los musulmanes y prohibían a los judíos dedicarse a cualquier oficio u ocupación tradicional musulmana. El barrio judío de Fez estuvo a punto de ser destruido por una turba musulmana en 1912.
El antagonismo y la violencia se intensificaron a medida que se extendía el resentimiento contra los esfuerzos sionistas en el Mandato británico de Palestina. El gran muftí de Jerusalén, Mohammad Amin al-Husayni, desempeñó un papel clave en el fomento de la oposición violenta al sionismo y se alió estrechamente con el régimen nazi. A partir de 1941, al-Husayni se instaló en Alemania, desde donde instó a atacar a los judíos. En la década de 1930 se produjeron pogromos de inspiración nazi en Argelia y ataques masivos contra los judíos en Irak y Libia en la década de 1940 (véase Farhud). Musulmanes pronazis masacraron a docenas de judíos en Bagdad en 1941.
La negación del Holocausto y los esfuerzos por minimizarlo han encontrado una aceptación cada vez más abierta como discurso histórico sancionado en varios países de Oriente Medio. Las ediciones en árabe y turco de Mein Kampf de Hitler y Los protocolos de los sabios de Sión han encontrado un público en la región con una respuesta crítica limitada por parte de los intelectuales y medios de comunicación locales.
Según Robert Satloff, musulmanes y árabes participaron en el Holocausto, como salvadores y como perpetradores, durante el gobierno pronazi de Vichy en el norte de África francés, así como durante las ocupaciones nazis italiana y alemana de Túnez y Libia.
Según un informe del Pew Global Attitudes Project publicado el 14 de agosto de 2005, el sentimiento antijudío era endémico. De los seis países de mayoría musulmana encuestados, todos tienen altos porcentajes de población con opiniones desfavorables hacia los judíos. Turquía informó de que el 60% tenía una opinión desfavorable de los judíos, Pakistán informó del 74%, Indonesia informó del 76% y Marruecos informó del 88%. El 99% de los musulmanes libaneses tenían una opinión desfavorable de los judíos, al igual que el 99% de los jordanos.
George Gruen atribuye el aumento de la animadversión hacia los judíos en el mundo árabe a varios factores, como la desintegración del Imperio Otomano y de la sociedad islámica tradicional; la dominación de las potencias coloniales occidentales, bajo la cual los judíos adquirieron un papel más importante en la vida comercial, profesional y administrativa de la región; el auge del nacionalismo árabe, cuyos defensores buscaban la riqueza y los puestos de los judíos locales a través de los canales gubernamentales; el resentimiento contra el nacionalismo judío y el movimiento sionista; y la disposición de los regímenes impopulares a utilizar a los judíos locales como chivos expiatorios con fines políticos.